# Wierczany
Wierczany (ukr. Верчани, Werczany) – wieś na Ukrainie, w rejonie stryjskim obwodu lwowskiego. Wieś liczy 1459 mieszkańców.
Znajduje tu się przystanek kolejowy Wierczany, położony na linii Tarnopol – Stryj.

## Historia
W II Rzeczypospolitej do 1934 samodzielna gmina jednostkowa. Następnie należała do zbiorowej wiejskiej gminy Daszawa w powiecie stryjskim w woj. stanisławowskim. 
W lutym 1944 nacjonaliści ukraińscy z OUN-UPA zamordowali tutaj 17 Polaków.
Po wojnie wieś weszła w struktury administracyjne Związku Radzieckiego.